# Јара (река у Аустралији)
Река Јара (енгл. Yarra River) је река која тече током целе године у источно-централној Викторији, Аустралија. 
Доњи речни токови су место где је 1835. године основан град Мелбурн. Од свог извора, тече 242 km (150 mi)   западно кроз долину Јара која се отвара у равнице док се вијуга кроз Мелбурн пре него што се улије у залив Хобсонс. 
Река је била главни извор хране и место окупљања аустралијских староседеоца, из праисторије. Убрзо након доласка европских насељеника, чишћење земље натерало је преостале Вурунђере на суседне територије и даље од реке. Првобитно названа Birrarung од Вурунђерија, данашњи назив је погрешно преведен са другог термина Вурунђери Yarro-yarro, што значи „непрестано тече“.
Реку су рани европски досељеници користили првенствено за пољопривреду. Пејзаж реке се драматично променио од 1835. Ток је прогресивно прекинут и река се местимично ширила. Први од многих прелаза реке Јаре који је олакшао транспорт је мост Princes. Почевши од викторијанске златне грознице, интензивно је миниран, стварајући тунел. Ширење и бране, попут резервоара Горња Јара, помогле су заштити Мелбурна од великих поплава. Горњи токови слива такође су погођени сечом дрва. Индустријализација на крају је довела до уништења мочвара на ушћу река Јара и Марибирнонг, на подручју у Западном Мелбурну. 
Данас се, укључујући пристаништа Свансон и Аплетон, користе за превоз контејнера у луци Мелбурн, која је најпрометнија на континенту. Досег града који је недоступан већим пловним објектима забележио је повећану употребу и за трајект и за рекреативне пловидбе (укључујући кајак, кану, веслање и пливање). Последњих година, међутим, рекреативној употреби реке прети висок ниво загађења у њеним доњим деловима. Горњи ток остаје релативно здрав. 
Годишњи фестивал Момба слави све већи културни значај реке Јаре, за Мелбурн. 

## Етимологија
Реку су Вурунђери звали Birrarung, који су пре европске колонизације заузимали долину Јара и већи део централне Викторије. Сматра се да је Birrarung изведен из речи Вурунђери, што значи „увек тече“. Други уобичајени израз био је Birrarung Marr, за који се мисли да значи „река магле“ или „речна обала“.
По европском доласку је дато име Јара Јара од Џона Хелдера Веџа 1835. Међутим, верује се да Јара значи „водопад“, „ток“ или се односи на текућу или падајућу воду, описује било коју реку или поток у том подручју, а не само Јару. За име Јара Јара се каже да значи „река која увек тече“.

## Геологија и формирање
Негде пре 6000 година пре нове ере (након завршетка најновијег леденог доба око 8000 година пре нове ере), река Јара је вероватно била спојена са другим притокама као што су реке које се сада зову Патерсон, Коророит, Верибе, Литле и одводила се директно у Басов пролаз. Између 8000. и 6000. п. н. е., слив је поплавио формирајући залив Филип и померајући ушћа Јаре преко 50 км у унутрашњости.
Сушни период комбинован са формирањем спруда можда је исушио залив тек између 800. п. н. е. и 1000. година после Христа, проширујући Јару до Басовог пролаза, током овог периода.

## Историја
Подручје које окружује реку Јару и данашњи Мелбурн првобитно су насељавали староседеоци народа Вурунђери из државе Кулин. Верује се да су то подручје заузимали аустралијски староседеоци најмање 30.000 година. Река је важан ресурс за Вурунђере и неколико локација дуж реке и њених притока су важно место састанка где су држани corroborees између домородачких заједница. Вурунђери је ресурсе реке користио на одржив начин до појаве раног европског насељавања почетком средине 19. века.    

### Европско откриће и насељавање
Године 1803, први Европљани запловили су реком, геодетска група коју је предводио Чарлс Грајмс, геодетски премијер Новог Јужног Велса. Године 1835. подручје које је данас централно и северно од Мелбурна је истражио Џон Батман, који је преговарао о трансакцији за 600.000 хектара (2.400 км²). Одабрао је место на северној обали реке Јара, изјавивши да ће ,,ово бити место за село".    
Река је имала кључну улогу у успостављању Мелбурна дуж његових обала од 1835. надаље. Главна лука новог насеља налазила се непосредно низводно од водопада Јара, западно од места где се морска вода спајала са слатком. Бродови би користили једну страну водопада, док је друга страна обезбеђивала свежу воду за пиће за град и прикладну канализацију. Јара је била једна од две главне луке. Ране индустрије су расле дуж обала реке, брзо погоршавајући квалитет воде све док слатка вода из Мелбурна није морала да се набавља однекуд. Тада су индустрије почеле да користе реке и притоке као депонију и за штетна хемијска одлагалишта супстанци попут масти и уља.    
Први стални прелаз преко реке био је мост Princes, који се први пут отворио као дрвени мостић 1844. године, а тренутни мост је изграђен 1888. године. Горња брана Јара, касније, је изграђена да ублажи поплаве, штитећи насеља дуж реке, а притом лишавајући речне обале наслага тла и муља и узрокујући друге проблеме попут ерозије и сланости.

### Викторијанска златна грозница
Злато је први пут откривено у Викторији, у близини реке Јара. Пронашао га је Луј Мишел 1851. године на притоци реке и означио почетак викторијанске златне грознице. Река се дренирала и преусмеравала у разним областима током златне грознице, како би се помогло рударима у потрази. Река је делимично преграђена у близини резервата Норманс. Рудари су тада минирали тунел дуг 145 метара. Река је тада била потпуно преграђена на улазу и излазу из тунела, а вода је преусмерена кроз 145 м и изашла са друге стране, остављајући 3,85 км корита.    
Златна грозница је забележила повећан развој у Мелбурну. Од најранијих година насељавања, средњи и горњи ток Jаре почели су да се користе за рекреацију. Река је изабрана за место краљевских ботаничких вртова 1846. године, а ток реке је незнатно измењен ради стварања значајног језера.  

### Индустријализација
Делови речног ушћа и подручје око некадашње мочваре Западни Мелбурн проширени су крајем 19. века, како би направили места за пристаништа, луке, мостове и другу инфраструктуру. Све већа индустријализација реке и раст бродарске индустрије увидели су потребу за великим инфраструктурним радовима који су драматично променили доњи ток реке. 
Прва велика промена догодила се пресецањем канала између 1880. и 1886. године. Овај велики инфраструктурни пројекат створио је острво названо по британском инжењеру. То је такође укључивало проширење и продубљивање, а у неким случајевима су ископане огромне површине земљишта, како би се олакшао приступ теретним и каснијим бродовима. Кланице, топионице, па чак и мртвачнице, требало је да користе реку као средство за одлагање отпада у доњем току. Ова индустријализација је, такође, довела до сталног погоршања квалитета воде током 19. и 20. века. Године 1891. велика поплава је натерала Јару да набуја на 305 m (1.001 ft) у ширину.    
Године 1892. отворено је ново пристаниште. Материјал који је уклоњен накнадно је коришћен за пуњење дела западне мочваре Мелбурн. Требало је шест дана да вода из реке Јара напуни пристаниште. Године 1910. главни канал је проширен и продубљен (од 81 до 131 м). Године 1916. завршен је централни мол на пристаништу Викторија.  
Године 1957. изграђен је резервоар Горња Јара, првенствено ради ублажавања поплава низводно. Ово је смањило проток реке на око 50%, где је и данас.

### Новија историја
До шездесетих година прошлог века, међу неким становницима Мелбурна, расла је свест о занемаривању Јаре, створивши различите групе заједница и организације да би заштитили остатке екологије реке. Током 1970-их и 1980-их започели су многи пожељни догађаји поред реке, попут викторијанског уметничког центра, како су његови нижи токови прогресивно постали гентрификовани. На јужној страни реке, у близини, постоји низ универзитетских и приватних школских веслачких клубова који користе реку за рекреативне спортове.    
Отприлике 2000. река кроз центар града Мелбурна постала је фокус главних владиних пројеката. Предложени су пројекти за повезивање станице са реком, а рани предлози за музеј Мелбурна били су смештени дуж јужне стране реке. Пројект урбане обнове  започео је 2000. године, обухватајући стамбено и пословно земљиште мешовите намене.  
Године 2008. започето је продубљивање ушћа Јаре. 

## Питања загађења и заштите животне средине
Река Јара је била важан ресурс за Вурунђери око 40.000 година. Користили су је све до европског насељавања почетком средине 19. века. Рана индустрија смештена дуж реке допринела је великим количинама загађења као што су опасне хемикалије, масти, нафта и тешки метали. Средином 20. века индустрија се полако премештала даље од реке и од тада главни загађивачи потичу од канализације и трајних ефеката претходног загађења. Рударство злата очистило је мале површине од вегетације и током одређених временских периода исушивало делове реке, међутим, у поређењу са чишћењем земљишта и индустријским загађивачима, ефекти ископавања злата на реци били су прилично ниски. 
Тешки метали одложени у реку током касног 19. и почетком 20. века слегли су се на дно корита, посебно у доњем току града и Мелбурну, а због повећане вештачке дубине реке одавде, тешки метали нису даље однети, мада су неки депоновани. Уља и масти остају данас у неколико притока у доњем току.

### Загађење
Главни проблем су нивои бактерија, посебно ешерихија коли и супстанци попут масти, уља и тешких метала у реци Јара и њеним притокама. 
Висок ниво ешерихије коли, који је и до 200 пута већи од сигурне границе у његовим притокама, узрокују првенствено лоше одржавани септички системи.
До 350.000 цигарета сваки дан заврши у Јари.
Неке индустријске компаније и даље користе Јару као одлагалиште. На пример, последњих година Викторија је неколико пута новчано кажњавала папирну компанију због загађивања Јаре и околине. Године 2007. кажњена је са 5.000 долара, за испуштање папирне масе у Јару, из њене фабрике, а 2008. компанија је осуђена због пуштања нафте и новчана казна је износила 80.000 америчких долара.
Проводи се неколико програма за смањење загађења плажа и река, које углавном организују групе заједница, Викторија и локална већа. 
У 2015. години, објект за прање аутомобила и хемијских контејнера илегално је испустио токсичне хемикалије и хербициде у реку Јара, убијајући дрвеће и угрожавајући јавну безбедност.

### Недостатак поплаве
Због насипања и недостатка природних поплава, великом делу околне вегетације недостаје муљ и наслаге тла које би иначе поплаве обезбедиле. Изградњом резервоара Горња Јара 1957. године смањен је проток реке за око 50%. Ово је на крају довело до недостатка здраве подлоге и садница или до недостатка садница у потпуности, што доприноси проблемима као што су смањено станиште, ерозија и сланост, питања која утичу на околну пољопривреду.    

### Акварел
Река Јара у колоквијалном је називу „река наопако“, због своје златне нијансе. Блатно смеђу боју узрокују лако еродирана глинена тла у њеном сливу. Вода је била бистра у време првих европских насеља, али интензивно чишћење и развој земљишта од средине 19. века резултирало је присуством микроскопских честица глине. Турбуленције у неким деловима средњег и доњег дела реке задржавају честице. Када се речна вода комбинује са морским солима, честице се скупљају и тону. Присуство честица глине није главни фактор загађења реке. 

### Заговарање заштите животне средине
Удружење чувара реке Јара највећа је заговарачка група посвећена заштити реке Јара и околине. Они су део глобалног покрета Waterkeeper Alliance и били су укључени у форуме и дискусије.  Удружење чувара реке Јара гледају на реку као на највеће природно добро Мелбурна и образују да је њено очување и обнова од виталног значаја за помоћ Мелбурну да постане одржив град. Од свог оснивања 2004. године, одржао је стотине презентација и предавања, преко 200 медијских наступа. Године 2010. речни чувар Иан Пенросе примио је награду Мелбурна за допринос заштити животне средине.

## Географија
Река Јара има детаљну и сложену геолошку историју. Вурунђери су је користили и њоме управљали око 40.000 година, међутим, од европског насељавања и коришћења реке средином 19. века, њена географија се значајно променила због неодрживе употребе реке и околних ресурса. Реку напаја низ малих неименованих потока, као и 49 именованих притока, од којих је већина водоток. Доњи ток реке слива се централним Мелбурном. То је приближно 242 km (150 mi) дужине, са средњим годишњим протоком од 718 GL (2,54×1010 cu ft), што је отприлике 50% првобитног протока пре насипања. То је најзападнија река у Аустралији. Укупна површина слива је приближно 4.000 km2 (1.500 sq mi).   

### Притоке и географске карактеристике
Реку одликују многе географске карактеристике као што су кривине, водопади, језера, острва, поплавне равнице и влажна подручја.  

### Насеља
Нека од насеља кроз која тече река Јара су:
- Мелбурн — 4,64 милиона
- Ричмонд — 22.500
- Ферфилд — 5.000
- Хајделберг — 5.300
- Булен — 10.500
- Варбуртон — 2.300

## Морска екологија
У реци живи неколико врста риба. У доњем току Јаре углавном су црне деверике и медузе, а у горњем току мање количине греча, Macquaria australasica, поточне пастрмке, Maccullochella peelii и слатководни сом. Међутим, готово све рибе су загађене тешким металима, укључујући арсен, и нису погодне за исхрану људи. Познато је да се делфини налазе у јужном току Јаре. Кљунар се ретко виђа. 

## Ток

### Горњи ток
Извор реке је низ бара у горњем току Националног парка Јара, западно од висоравни Mount Baw Baw, густо пошумљеног субалпског парка, који је у потпуности затворен за све, осим за запослене.  
Горња брана Јара, једна од већег броја брана у сливу Јара, које снабдевају велики део воде у Мелбурну, најудаљенија је узводна тачка на реци која је видљива широј јавности (иако је сама брана затворена). Прво насеље кроз које још увек пролази река је градић Рефтон, али већи део реке окружен је брдима прекривеним шумом. 
Низводно од Варбуртона, уз долину Јаре се налазе фарме, а северно од реке виногради. Према западу река и корито постају све мутнији, смањује се бистрина воде, а до градског града почиње да поприма смеђу боју по којој су доњи токови познати. 

### Средњи ток
Река улази у предграђе Мелбурна, али готово цела дужина реке окружена је парком, који задржава обимну аутохтону вегетацију и стазу за бициклисте и пешачење, познату као Главна стаза Јара. Река се у великој мери користи за вожњу кајаком. Иако вода није нарочито бистра, њен квалитет је довољан да у њој пливају јестиве рибе. Неке мале фарме налазе се у поплавном подручју реке, изненађујуће близу централног Мелбурна и готово у потпуности окружене предграђима. 
Хајделберг је формирао дом Хајделбершке школе, која се сматра првим европским сликарима који су тачно ухватили аустралијски пејзаж и његове карактеристичне особине. Шетачка стаза садржи плакате на којима су приказане неке од њихових слика у поставкама у којима су заправо сликане; неке приказане особине и данас су јасно препознатљиве. 

### Доњи ток
У Мелбурну, годишње се одржава такмичење у скијању на води које привлачи бројну публику. Многе приватне школе у Мелбурну, смештене у близини реке, на њој тренирају своје веслачке посаде. У доњем току честа су крстарења бродом.

## Прелази
Од када је први стални прелаз изграђен преко реке 1844. године, сада постоји преко 60 места где пешаци, аутомобили и друга возила могу прећи реку. Како река никада није шира од око 350 м, а широка је у просеку само око 50 м, већина прелаза налази се у предграђу Мелбурна.

## Резервати
Неколико резервата издвојено је поред Јаре, углавном ради очувања природног окружења или за рекреацију, а многим од њих управља Викторија, државна владина агенција одговорна за управљање националним парковима и другим резерватима. Највећа и најзапаженија од ових паркова укључују: краљевски ботанички врт и национални парк Јара.

### Голф терени
Уз реку се налази 14 терена за голф.

## Популарна култура
Јара се сматра важним делом културе Мелбурна и симболом града, а као резултат тога, извор је уметничког и културног изражавања. 
- Јара је забележена на многим познатим сликама, укључујући неке од стране Хајделбершке школе.
- Годишњи фестивал Момба слави све већи културни значај реке Јара за Мелбурн.
- Река је представљена у песмама Whirling Furphies, под називом My Brown Yarra, и By the Banks of the Yarra.
- Песму под називом Yara Yara написао је грчки песник 1951. године.
- Песму под називом The Yarra Song написао је Били Браг 2002. године.

## Рекреативна употреба
На реци Јари честе су пловидбе бродом, веслање, скијање на води, кајак, кану, пливање, риболов, бициклизам, трчање и ходање, између осталог. У горњим токовима река најпопуларнији је риболов. Узводно, река постаје прилично уска и употреба за рекреацију је ограничена. У средњем току популаран је кајак. 
Пливање је такође популарно у средњем току, током зиме. Река Јара некада је одржавала највећи пливачки догађај на свету, трку до Принчевог моста. Она је често привлачила више од 500 такмичара и велики број посматрача. 
Доњи ток реке се углавном користи за веслање, а многе приватне школе имају веслачке клубове на реци. У одређена доба године, посебно током Момба фестивала, овај део реке заузимају стазе за скијање на води и скокови. Обале реке Јара су популарне за бициклизам, трчање и шетњу.  
Река је такође популарна по вожњи чамцима, у резиденцијалном предграђу Торака.  

### Навигација
Реку може користити било који припадник јавности под условом да се придржавају правила паркова Викторија, који управљају реком узводно од моста Болте и луке која управља подручјем низводно од моста. Постоји максимално ограничење брзине од 9 km/h (4,9 kn) за све чамце који плове на реци. Речни делови су повремено затворени за јавне догађаје као што су Момба.
Реком плови већина чамаца од њеног улаза у залив Хобсонс до водопада, на делу од 22 km (14 mi), и подложан је плимним променама и потопљеним објектима. На реци Јара постоје четири моста.